# Trude Marlen
Trude Marlen, eigentlich Gertrude Albach (* 7. November 1912 in Graz als Gertrude „Trude“ Marlen Posch; † 9. Juni 2005 in Wien), war eine österreichische Schauspielerin.

## Leben
Trude Marlen Posch wurde als Tochter eines österreichischen Gutsbesitzers geboren. Gemeinsam mit ihrer Zwillingsschwester Cecilia und ihrer Schwester Grete wuchs sie in ihrer Geburtsstadt Graz auf. Dort bekam sie auch privaten Schauspielunterricht bei Lori Weiser. Anschließend folgten Bühnenengagements in Brünn, Berlin und Wien. Trude Marlen, wie sie sich dann als Künstlerin nannte, wurde zu einer vielbeschäftigten Darstellerin am Theater, wie auch ab 1933, als sie ihr Spielfilmdebüt gab, auf der Leinwand.
Bis in die 1940er-Jahre hinein drehte sie als UFA-Star zumeist leichte Unterhaltungsfilme, bei denen oft Willi Forst ihr Partner war. Ab 1943 lebte sie mit dem Schauspieler Wolf Albach-Retty (1906–1967), Vater von Romy Schneider, zusammen. Nach dessen Scheidung von seiner ersten Frau Magda Schneider heiratete er Trude Marlen im Jahr 1947. Wie alle zu der Zeit lebenden Familienmitglieder der Schauspielerdynastie Albach-Retty war auch sie, die zweite Ehefrau des frühen Fördermitglieds der SS und NSDAP-Mitglieds Wolf Albach-Retty, begeisterte Anhängerin von Adolf Hitler und dem Nationalsozialismus. Bei Hitler genoss sie höchste Wertschätzung und durfte sich „als eine der wenigen Auserwählten persönlich an ihn wenden, wenn es ihr an Rollen mangelte“. Da sie jedoch ab 1933 schnell Karriere machte, benötigte sie die persönliche Förderung des „Führers“ nicht. In Berlin wurde sie „als »deutsche Antwort auf Jean Harlow« gehandelt“. Von 1941 bis 1945 gehörte sie dem Ensemble des Wiener Burgtheaters an.

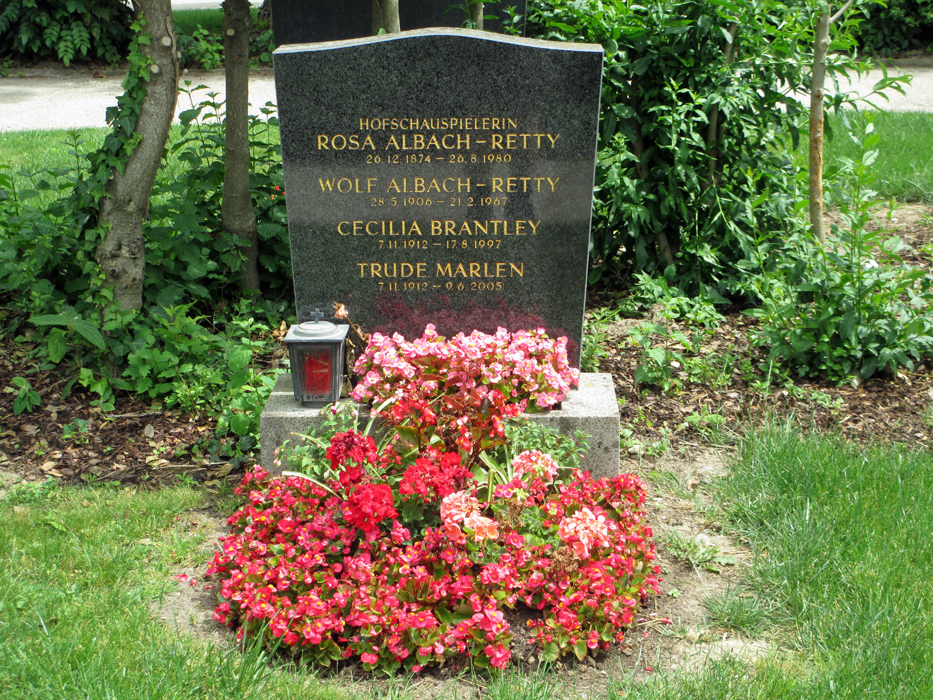
Grabstätte von Trude Marlen

Auch nach dem Ende des Zweiten Weltkrieges spielte sie vorwiegend Theater. 1947 wurde ihre Tochter Sacha Darwin geboren. So gehörte Trude Marlen  zu den Gründungsmitgliedern der Kleinen Komödie in Wien, an der sie in den 1970er und 1980er Jahren eine umfangreiche Tätigkeit entfaltete. Daneben gab sie zahlreiche Gastspiele mit Tourneebühnen. Im Film trat sie hingegen zwar nur noch sporadisch, dafür bis ins hohe Alter hinein in Erscheinung. So spielte sie 2001 neben Leon Askin in der Produktion Ene mene muh und tot bist du. Für beide Altstars sollte es der letzte Filmauftritt werden.
Trude Marlen starb am 9. Juni 2005 im Alter von 92 Jahren. Wie ihre bereits am 17. August 1997 verstorbene Zwillingsschwester, die Schauspielerin Cecilia Maximiliane Brantley, wurde auch sie neben ihrem Mann Wolf Albach-Retty im Ehrengrab ihrer Schwiegermutter Rosa Albach-Retty (1874–1980) auf dem Wiener Zentralfriedhof (Gruppe 32C, Nummer 50) beigesetzt.
Ihre Schwester Grete Posch war die erste Ehefrau des österreichischen Tenors und Komponisten Anton Maria Topitz (* 26. Februar 1887; † 7. April 1949). Marlen und Topitz waren Bewohner der Künstlerkolonie Berlin.

## Filmografie
- 1933: Des jungen Dessauers große Liebe
- 1934: Die Liebe siegt
- 1934: Spiel mit dem Feuer
- 1935: Ehestreik
- 1936: Der Favorit der Kaiserin
- 1936: Die klugen Frauen
- 1936: Der verkannte Lebemann
- 1936: Schabernack
- 1936: Hummel – Hummel
- 1936: Romanze
- 1937: Meine Frau, die Perle
- 1937: Sherlock Holmes und die graue Dame
- 1939: Paradies der Junggesellen
- 1939: Ich bin Sebastian Ott
- 1940: Operette
- 1943: Fahrt ins Abenteuer
- 1943: Die beiden Schwestern
- 1947: Die vertauschten Ehemänner (Wer küßt wen?)
- 1951: Schwindel im Dreivierteltakt
- 1952: Abenteuer in Wien
- 1953: Ich und meine Frau
- 1956: Ein tolles Hotel
- 1959: Die gute Sieben
- 1967: Heubodengeflüster
- 1971: Der Goldmacher (Serie Der Kurier der Kaiserin)
- 1976: Die Wölfin vom Teufelsmoor
- 1988: Borderline
- 1996  Tatort: Mein ist die Rache
- 2001: Ene mene muh – und tot bist du, Regie: Houchang Allahyari